# Siège de Nöteborg (1702)
Batailles
- Riga I
- Narva I
- Daugava
- Rauge
- Erastfer
- Kliszów
- Hummelshof
- Nöteborg
- Saladen
- Pułtusk
- Jēkabpils
- Narva II
- Poznań
- Punitz
- Gemauerthof
- Varsovie
- Hrodna
- Fraustadt
- Kletsk
- Kalisz
- Holowczyn
- Malatitze
- Lesnaya
- Poltava
- Perevolochna
- Helsingborg
- Viborg
- Riga II
- Baie de Køge
- Fladestrand
- Gadebusch
- Bender
- Pälkäne
- Storkyro
- Hangö Oud
- Fehmarn Bält
- Rügen
- Kristiania (Oslo)
- Stralsund
- Dynekilen
- Osel
- Stäket
- Grengam

Le siège de Nöteborg est l’un des premiers sièges de la grande guerre du Nord, au cours duquel les forces russes capturent la forteresse suédoise de Nöteborg (ru) (rebaptisée Chlisselbourg par les Russes) en octobre 1702. 
Le tsar Pierre le Grand avait réuni une force de 20 000 hommes, qui arriva à destination après une marche de dix jours à travers la Carélie, sur une route improvisée, la Route d'Ossoudarev. Environ 12 000 de ces hommes furent placés sur les rives de la Neva, où ils campèrent jusqu’au 6 octobre. Ce jour-là, après avoir donné le commandement de la force principale à Boris Cheremetiev, le tsar se dirigea vers Nöteborg. Devant le refus du commandant suédois, Wilhelm von Schlippenbach, d’abandonner le fort immédiatement, les Russes commencèrent à le bombarder. Un dernier assaut se solda par une défaite tactique russe, qui entraina de lourdes pertes, mais força les défenseurs du fort à se rendre le 22 octobre 1702. Après avoir pris le contrôle du fort, Pierre le renomma Chlisselbourg et commença immédiatement à le reconstruire pour ses propres besoins,.